# 第二次伦敦海军条约

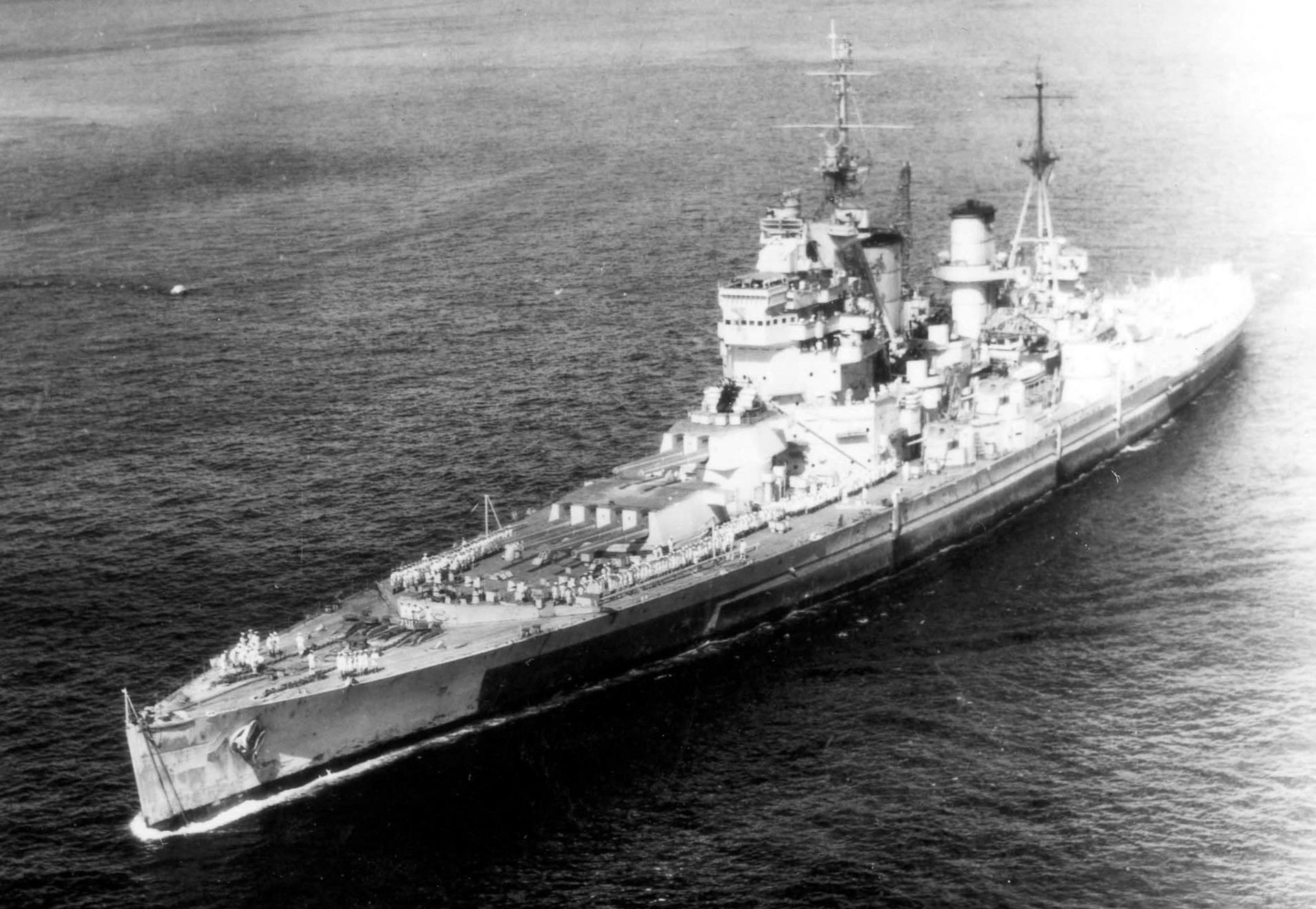
英王乔治五世级战列舰算是標準條約軍艦產物

第二次倫敦海軍條約（Second London Naval Treaty）是1936年3月25日第二次倫敦海軍裁軍會議舉行後，由法、英與美三國政府所簽訂的軍事協約，該條約也造就了條約型戰艦這種產物。

## 背景
1922年签订的华盛顿海军条约和1930年签订的伦敦海军条约的有效期都止于1936年12月31日。华盛顿海军条约的缔约国——美国、英国、日本、法国、意大利于1935年12月9日在伦敦再次召开海军裁军会议。
雖然裁軍會議原本是預計能在1942年新版的條約效期截止之前，能限制各國的海軍軍備數量，但1936年1月當時海軍強權之一的日本宣布退出裁军会议，導致會議結果無法再有效抑制住各國軍事船艦的數量上限。1936年3月25日，美国、英国、法国等国签署了新的《限制海军军备条约》（即第二次伦敦海军条约），条约的有效期到1942年12月31日止。而意大利则未在该条约上签字。

## 條約內容
条约主要內容包括了下列項目：
- 簽約各國的主力舰（戰艦）标准排水量不得超过35,000吨，主炮口径不得超过14英寸。
- 航空母舰的标准排水量不得超过23,000吨，火炮口径不得超6.1英寸。
- 标准巡洋舰的标准排水量不得超过8,000吨，火炮口径不得超过6.1英寸，但是任何缔约国认为其国家安全受到影响时，可以建造排水量为1万吨的巡洋舰。
- 条约附加规定到1937年3月，假如日本与意大利不加入，主力舰的限定自动放宽到标准排水量45,000吨，主炮口径不得超过16英寸。

## 延伸阅读
- Baker, A. D., III. . Warship International. 1989, XXVI (3): 217–255. ISSN 0043-0374.
- Chessum, David. . Warship International. September 2020, LVII (3): 197–198. ISSN 0043-0374.
- Dönitz, Karl. Memoirs: Ten Years and Twenty Days. 1952.
- Holwitt, Joel I. "Execute Against Japan", PhD dissertation, Ohio State University, 2005, p. 93.
- Milner, Marc. North Atlantic run : the Royal Canadian Navy and the battle for the convoys. St. Catharines, Ontario: Vanwell Publishing, 2006.
- Muir Jr., Malcolm. "Gun Calibers and Battle Zones: The United States Navy's Foremost Concern During the 1930s." Warship International no. 1 (1980): 24–35. ISSN 0043-0374 OCLC 1647131
- Von der Poorten, Edward P. The German Navy in World War II. New York: T. Y. Crowell, 1969